# 다비드 벤구리온
다비드 벤구리온(히브리어: דָּוִד בֶּן־גּוּרִיּוֹן, 히브리어 발음: [daˈvid ben ɡuʁˈjon] ( 듣기), 폴란드어: Dawid Ben-Gurion 다비트 벤구리온[*], 1886년 10월 16일~1973년 12월 1일)은 이스라엘의 정치인이다. 1935년부터 유대인 단체의 수뇌부로 활동하며 이후 유대인 단체 집행위원회 회장이 되었고, 팔레스타인 위임통치령에 있는 유대인 공동체 활동과 이스라엘 독립 운동을 지휘했다. 이스라엘 건국에 기여한 주요 인물들 중 한 명이며 초대, 제3대 이스라엘 총리를 지냈다. 
1886년 러시아 제국 폴란드 입헌왕국의 플론스크에 거주하던 폴란드계 유대인 가정에서 다비트 요세프 그룬(폴란드어: Dawid Joseph Grün, 히브리어: דוד יוסף גרין)이라는 이름으로 태어났고 1906년 오스만 제국으로 이민을 가 예루살렘 무타사리프령에 정착했다. 1909년 "벤구리온"으로 개명했고 1935년부터 팔레스타인 위임통치령 내 유대인 공동체의 지도자로 활동하며 1954년부터 55년까지 1년 동안 쉬었던 것을 제외하고 1963년까지 이스라엘 내부 유대인 공동체를 지휘했다. 그는 젊었을 때부터 시온주의에 관심이 많았고 이후 시온주의 운동을 지휘하며 1946년 세계 시온주의자 기구의 집행위원장이 되었다.
1948년 5월 14일 이스라엘 건국을 공식 선언했고 제작을 보조했던 이스라엘 독립 선언서에 가장 먼저 서명했다. 1948년 아랍-이스라엘 전쟁 당시 이스라엘 민병대들을 모아 이스라엘 방위군을 조직했고 아랍-이스라엘 전쟁에서 이스라엘의 승전에 기여하며 "이스라엘 건국의 아버지"라는 별명을 얻었다. 전쟁 이후 이스라엘의 초대 총리와 국방부 장관을 역임했으며 이스라엘 국가 기반을 다지는 사업과 유대인 이민자들의 이스라엘 유입 및 정착, 서독 정부와 홀로코스트 당시 나치 독일의 유대인 재산 압류에 대한 보상 문제 해결 사업을 진행했다.
1953년 이스라엘 총리, 1954년 이스라엘 국방부 장관에서 사임하며 일반적인 크네세트 의원이 되었고 라본 사건으로 핀하스 라본이 국방부 장관에서 사임하자 1955년 이스라엘 국방부 장관에 재부임했다. 1955년 이스라엘 총선 이후 이스라엘 총리에 재취임했고 아랍 국가들의 게릴라전에 대한 보복작전과 1956년 수에즈 위기 당시 이스라엘군을 지휘했다. 1963년 총리와 국방부 장관직에서 사임했고 1970년 정치인 경력을 마감했다. 그는 네게브 사막에 있는 키부츠인 스데 보케르에 있는 오두막집으로 거처를 옮겼고 1973년 사망할 때까지 그곳에서 거주했다. 그는 사후 1998년 4월 미국 시사주간지 타임지에서 선정한 세계에서 가장 영향력 있는 인물 100명에 포함되었다.

## 성장 과정과 가족 관계
벤구리온은 그 당시 러시아 제국의 일부였던 폴란드의 프원스크에서 다비트 요세프 그룬(폴란드어: Dawid Joseph Grün, 히브리어: דוד יוסף גרין)이라는 이름으로 태어났다. 그의 아버지 아비그도르는 변호사이자 시온주의 단체에서 활동했으며 그의 어머니는 11세때 사망했다. 어린 나이 때부터 시온주의와 사회주의를 긍정적으로 지지했다. 17세 당시 노동 시온주의 단체였던 포알레이 시온에 가입했다. 동유럽에서 일어나던 포그롬과 반유대주의에 충격받아 1906년 아버지와 함께 팔레스타인으로 이주했다. 애초에는 오렌지 과수원에서 노동자로 일했으나 기자가 되었다.
튀르키예 생활 당시 이스탄불 대학교에서 또다른 시온주의자였던 이츠하크 벤즈비와 법을 공부했을 당시 그의 이름을 히브리어 이름으로 개명했다. 그의 성은 히브리어로 "아기 사자"를 의미한다. 이 시기에 정치를 시작했다. 1915년 그의 정치 활동으로 팔레스타인에서 추방당한후 뉴욕에서 유대계 러시아인 파울라를 만났다. 이 둘은 1917년 결혼했고 세 아이를 가졌다. 1918년 영국 군대에서 싸웠고 제1차 세계 대전이 끝나자 팔레스타인으로 돌아왔다.

## 정치 경력

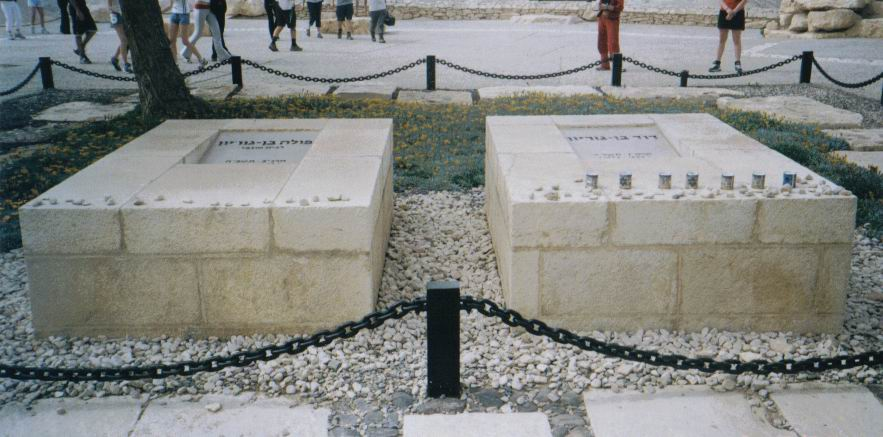
미드레셰트 벤구리온에 있는 벤구리온의 묘. 부인 관 옆에 안장되어 있다.

이스라엘이 독립을 선언했을 때 벤구리온은 이스라엘이 "모든 시민을 위한 사회적과 정치적 평등을 보호" 할 것이라고 강조했다. 벤구리온은 유대인들에게 영국 군대에 가담하라고 권했다. 동시에 영국이 팔레스타인으로 이주하는 것을 금지하자 그는 불법으로 수천 명의 유대계 유럽인들이 팔레스타인으로 올 수 있게 도와주었다. 노동당을 이끌었고 수정 시오니즘을 강하게 반대했다. 메나헴 베긴이 이끄는 지하 단체인 이르군에 가담하기도 했다. 팔레스타인을 통치하던 영국군의 망신을 목적으로 한 다비드 왕 호텔을 폭파하려는 계획에 애초에 찬성했으나 인명 위험이 너무 크다고 판단, 반대했으나 베긴은 취소하지 않았다.
1948년 6:4의 표로 이스라엘의 독립을 선언하는 안을 통과시켰다. 이스라엘이 독립된 첫 주안에 영국에게 저항하던 지하 단체들을 모두 해산시키고 하나의 조직으로 통일했다. 제1차 중동 전쟁당시 이스라엘을 이끌었으며 이집트와 첫 휴전을 한 후 1949년 2월 25일 이스라엘의 첫 총리가 되었다. 그당시 거의 빈 지역이었던 네게브를 사람들이 살 수 있는 곳으로 만들기를 원했다. 강한 반대에도 불구하고 냉전당시 서독과 관계를 맺는 데 열중했다. 취임 당시 예멘에 있던 4만 5천 명의 유대인들을 비행기로 이스라엘로 이송한 마술융단 작전으로도 잘 알려져있다. 이송된 유대인들의 과반수는 아이들이었고 이 작전은 비밀리에 일어나, 끝난 지 몇 달 후에야 언론에게 알려졌다. 1953년 그가 잠시 정치를 그만둔 사이 모셰 샤레트가 총리가 되었고 샤레트의 임기 뒤에 1955년 다시 이스라엘의 총리가 되었다. 1963년 레비 에슈콜이 그의 자리를 이어받았으나 정치적인 대립이 있었다. 라피라는 새로운 좌익 정당을 시작했고 크네셋에서 10석을 차지할 수 있었다. 이 정당은 이스라엘 노동당의 기원이 되었다. 1970년에 정계 은퇴를 선언하고 라마트간의 그가 살던 소박한 키부츠로 돌아갔으며, 그 곳에서 세상을 떠났다.
그의 이름을 딴 텔아비브의 벤구리온 국제공항은 이스라엘에서 가장 큰 공항이자, 이스라엘의 관문 역할을 하고 있다.

## 참고 자료
- "Special Report David Ben-Gurion" BBC.
- "David Ben-Gurion (1886-1973)" Jewish Agency for Israel.
- "The Identity of israel - David Ben-Gurion".